# Noorderhoogebrug
Noorderhoogebrug (Gronings: Hogebrug) is een dorp binnen de gemeente Groningen in de provincie Groningen in Nederland met 285 inwoners (2018).
De naam verwijst naar de voormalige brug over in eerste instantie de Hunze en vanaf begin 17e eeuw het Boterdiep. Bij de stad Groningen waren twee bruggen met de naam Hoogebrug aanwezig, vandaar de toevoeging Noorder. De andere Hoogebrug lag over het Damsterdiep en de plaats eromheen wordt Oosterhoogebrug genoemd. De brug werd hoog genoemd, omdat deze vaste brug boven de weg uitstak en er zo met gemak schepen onderdoor konden varen. De brug lag tegenover het huis aan de Molenstreek 8. 
Oorspronkelijk lag hier de Walfridusbrug, die de toegang vormde tot de Wolddijk. Rond 1500 werd de Walfridusbrug vervangen door een hoge brug. Of dit voor de scheepvaart was of om een andere reden is niet bekend. Na het gereedkomen van deze brug raakte de naam Walfridusbrug uit gebruik en werd vervangen door eerst 'hogherbrugge' (1514), vervolgens 'Westerhoogebrug' en vervolgens vanaf ongeveer 1590 door 'Noorderhoogebrug'. Deze bruggen lagen over de Hunze (het Boterdiep bestond toen nog niet) en verbonden de Kleiweg (de latere Bedumerweg) met de Wolddijk. 
Begin 17e eeuw werd begonnen met de aanleg van het Boterdiep waarbij alhier een stukje van de Hunzebedding werd gebruikt. Het Boterdiep maakte ten gevolge daarvan een bocht langs de westzijde van het gehucht en de (nieuwe) hoge brug over het diep was daardoor ook aan de westzijde te vinden. In de jaren 1930 werd het diep ten oosten van het dorp rechtgetrokken en werd het in de jaren 1970 nog een stukje verder naar het oosten verlegd. De tegenwoordige brug ligt daardoor veel verder van het dorp af en kreeg de naam Boterdiepbrug.
De bebouwing van de stad Groningen komt vrijwel aan die van Noorderhoogebrug.
Het dorp bezit een grote korenmolen, de Wilhelmina. Naast de molen lag een sarrieshut. Op de fundamenten hiervan is een woning gebouwd die dezelfde naam heeft.
Het dorp behoorde tot 1969 voor wat betreft de Molenstreek en omgeving tot de gemeente Noorddijk. Die gemeente was hier bijzonder smal - slechts zo'n 20 m Noorddijker grond lag er op het smalste punt tussen de toenmalige gemeenten Groningen en Bedum. Het café Stad en Lande stond zelfs op de gemeentegrens. De woonkamer was in Groningen, terwijl de gelagkamer zich in Noorddijk bevond. De rest van Noorderhoogebrug (Groningerweg en Wolddijk) behoorde tot aan de annexatie door de gemeente Groningen tot de gemeente Bedum.

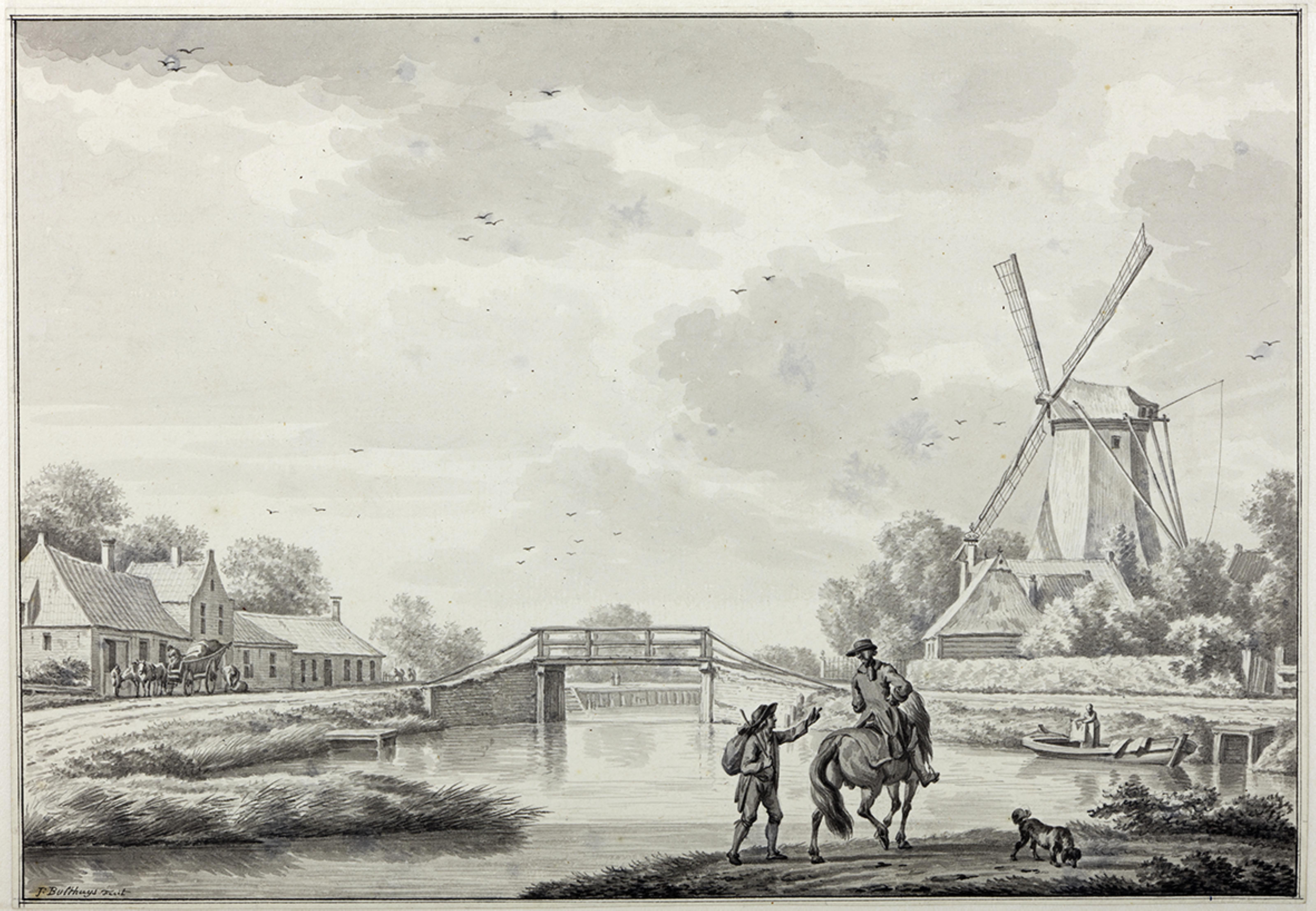
Noorderhoogebrug buiten de (Nieuwe) Ebbingepoort door Jan Bulthuis in 1773. Rechts de koren- en pelmolen De Hoogebrug uit 1711, die in 1842 afbrandde. De Wilhelmina is de derde molen op deze plek.
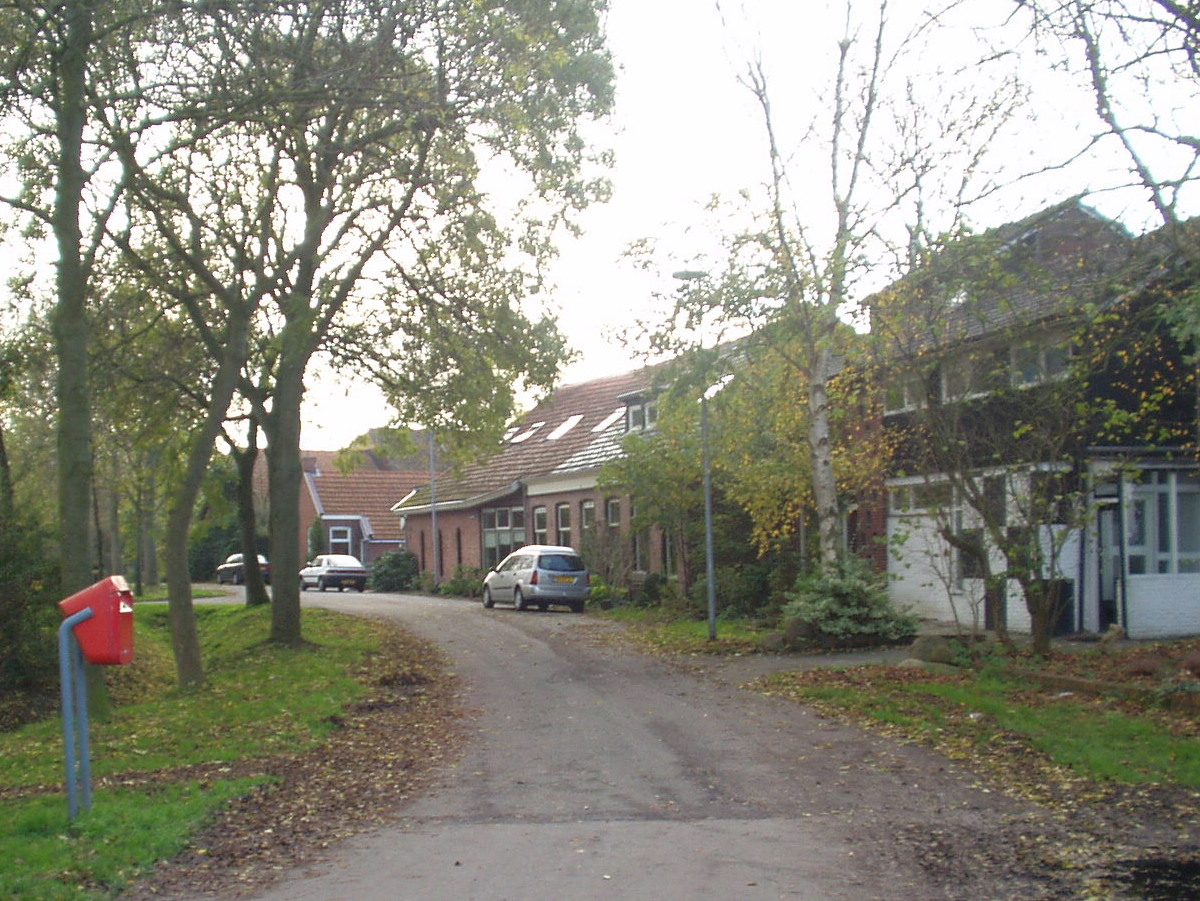
De Molenstreek in Noorderhoogebrug, bij het voormalige café Stad en Lande
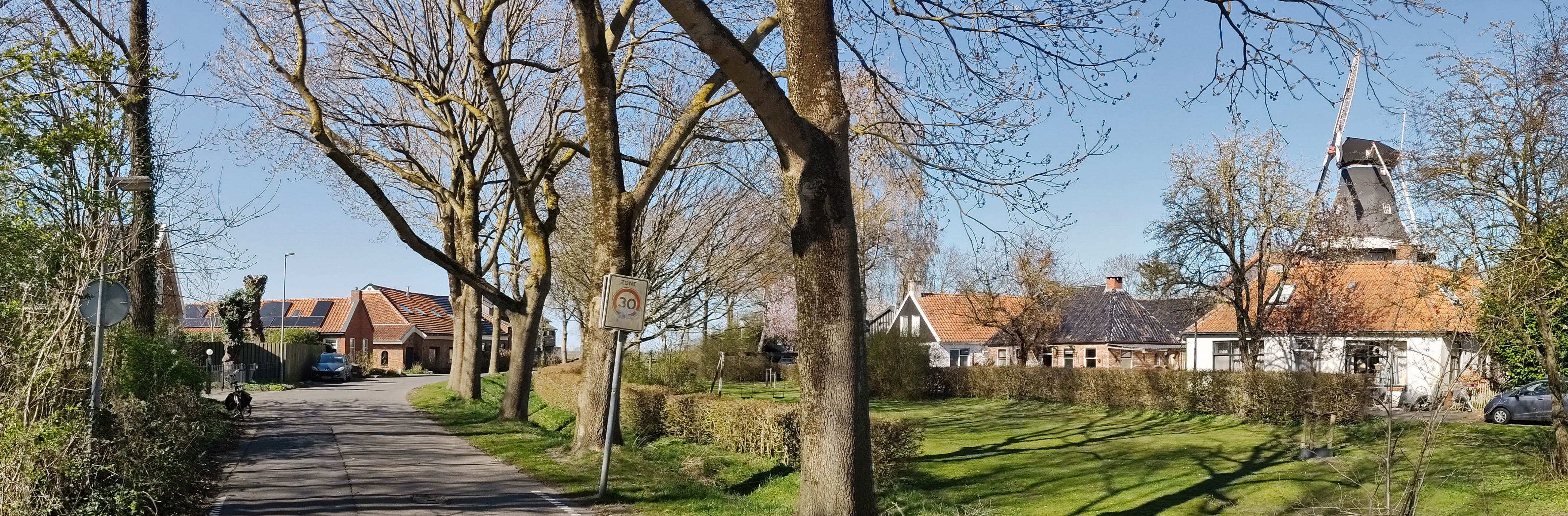
De Molenstreek gezien vanuit het zuiden. De groenstrook rechts van de bomen geeft de oude loop van het Boterdiep aan in de Hunzebedding.
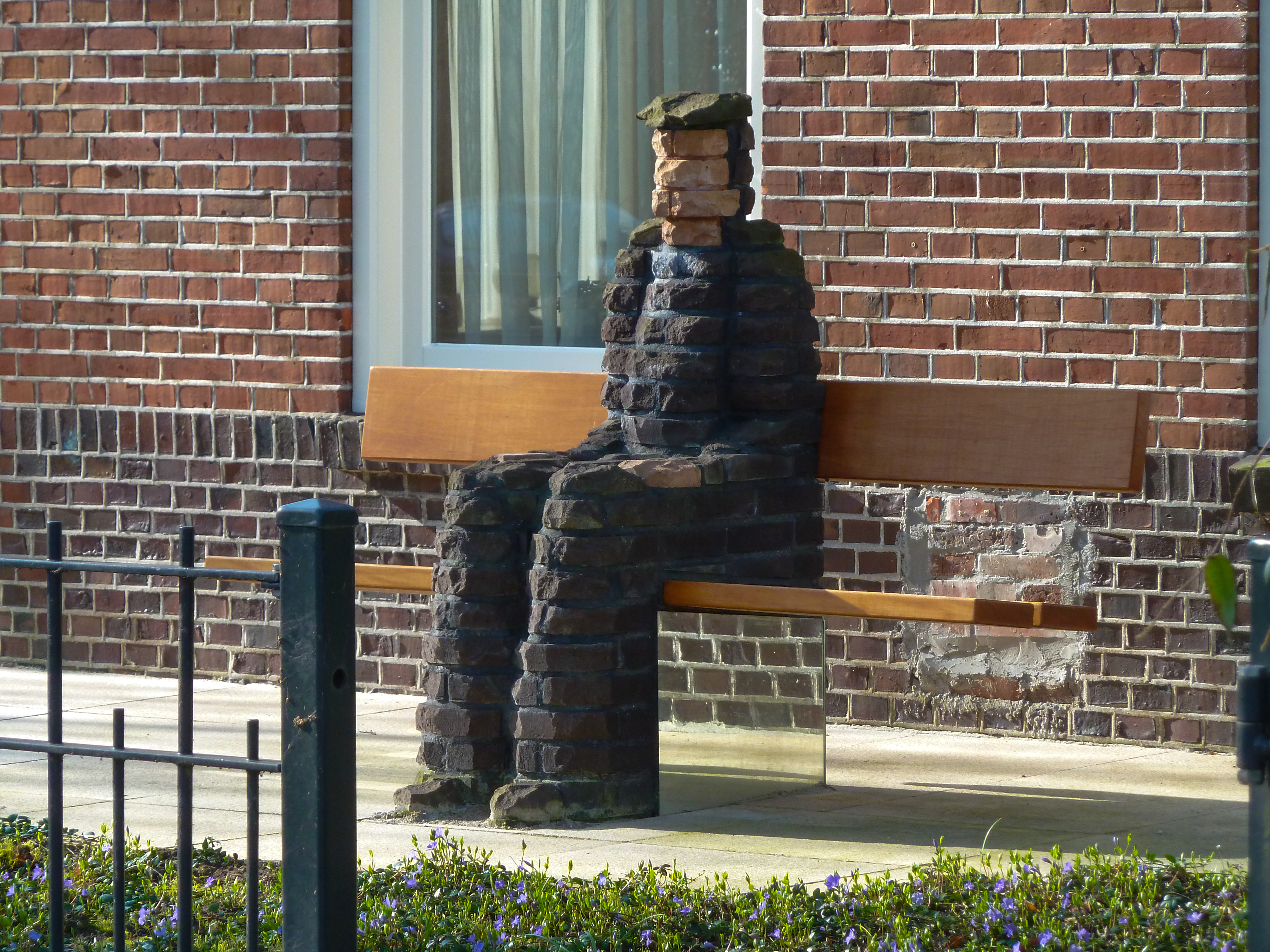
Stenen mannetje op bankje (Jan Schoffelmeijer, 2010). Zie ook vrouwelijke tegenhanger bij Euvelgunne.
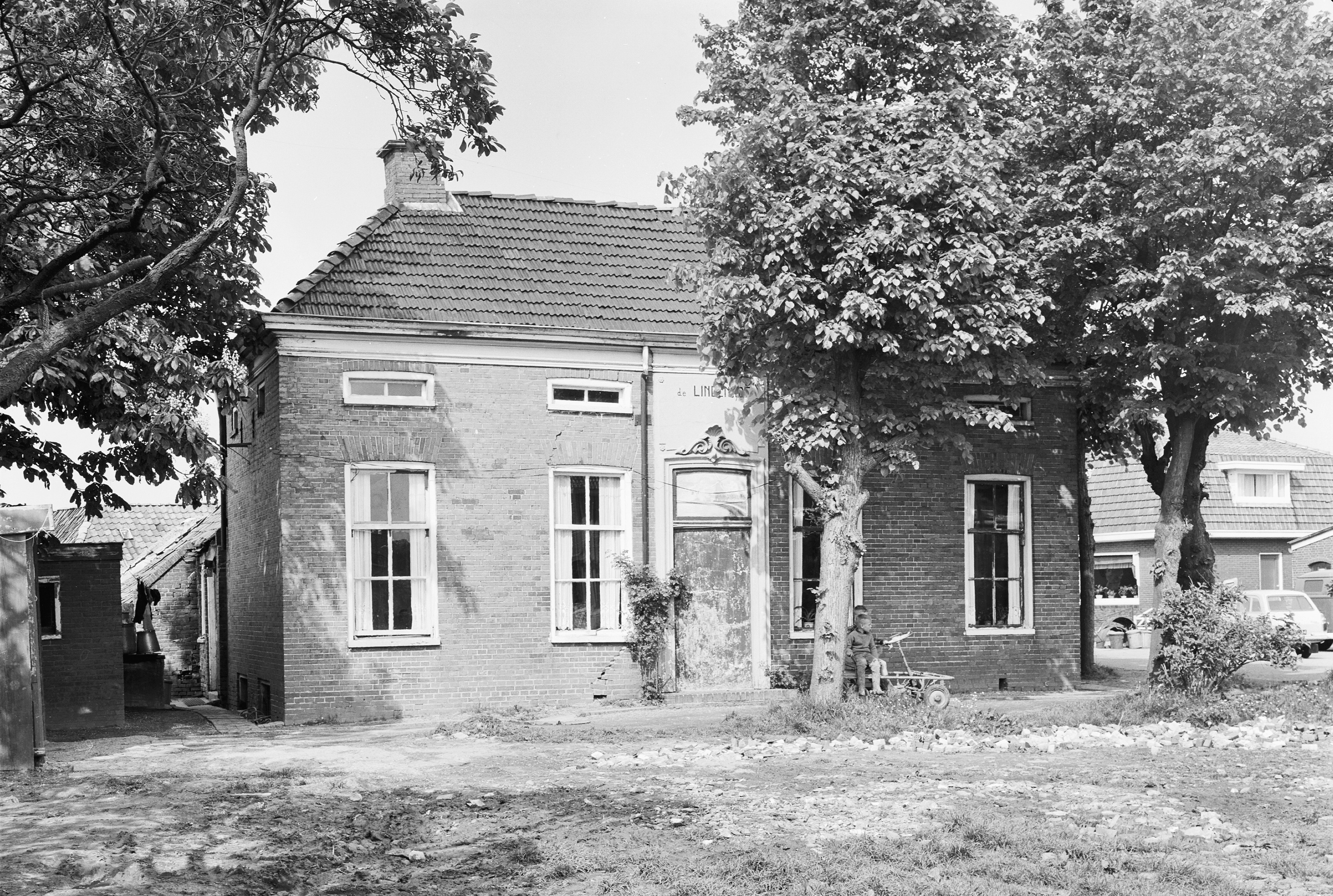
De Lindenhof, RCE 1967

## Geboren in Noorderhoogebrug
- Willem Wijk (1864-1941), militair en Tweede Kamerlid
- Jan Uitham (1925-2019), marathonschaatser
- Berend Hoekstra (1953), politicus